# Müller Medien
Müller Medien GmbH & Co. KG ist ein im Jahr 1950 gegründetes Medienunternehmen mit Sitz in Nürnberg.

## Unternehmen
Zum Unternehmen gehören die fünf Geschäftsbereiche Directories, Broadcast, Print Media, Book und New Business, darunter mehr als 60 regionalen Fernseh- und Rundfunkanbieter in Deutschland und Österreich, sowie Telefonbuch-, Zeitungs- und Kinderbuchverlage.
Das Unternehmen wird in 4. Generation von Mitgliedern der Familie Oschmann geleitet, Nachkommen des Gründers Hans Müller. Ihm gelang es im Jahr 1950, von der Postreklame einen Bereich zum selbständigen Verkauf und Verlegen von Telefonverzeichnissen zugesichert zu bekommen; aus seinem Wohnzimmer heraus gründete er im Alter von 65 Jahren den Fernsprechbuch-Verlag Hans Müller KG, der Keimzelle der Müller Medien.

## Portfolio (Auswahl)
- Das Telefonbuch
- Das Örtliche
- Gelbe Seiten
- Was ist was (Tessloff Verlag)
- Radio Charivari
- Radio Arabella
- münchen.tv
- billiger.de
- news.de
- gutefrage.net